# Villaseca de Henares
Villaseca de Henares è un comune spagnolo di 33 abitanti situato nella comunità autonoma di Castiglia-La Mancia.